# Flet piccolo
Piccolo, flet piccolo, pikolo, pikulina (wł. flauto piccolo, ottavino, skrót: fl. picc.; picc.) – instrument dęty drewniany z grupy aerofonów wargowych. Mała odmiana fletu poprzecznego, charakteryzująca się wysokim i przenikliwym dźwiękiem.

## Skala
Skala piccolo wynosi trzy oktawy, od d2 do c5 i jest o oktawę wyższa niż zwykłego fletu. W orkiestrze jest to instrument o najwyższym rejestrze (oprócz skrzypiec).

## Budowa
Dawniejsze odmiany fletu piccolo (XVIII/XIX w.) wykonywano z twardego drewna (najczęściej grenadilla), kości słoniowej lub szkła. Współcześnie instrumenty wykonywane są także z plastiku, żywicy, mosiądzu, srebra niklowego, srebra.
Do XIX wieku używano fletów piccolo bez mechanizmu klapkowego. Obecnie instrumenty orkiestrowe posiadają mechanizm wynaleziony w XIX w. przez Boehma.

## Zastosowanie
W muzyce operowej piccolo pojawiło się w XVIII w. Orkiestry operowe w Paryżu czasem wykorzystywały małe flety poprzeczne już w 1735, jak na to wskazują zachowane partytury Rameau. Wykorzystywali go niektórzy kompozytorzy XVIII-wieczni, jak Hoffmeister, Süssmayr, Michael Haydn. Wolfgang Amadeus Mozart wykorzystał piccolo w operach Idomeneo oraz Uprowadzenie z seraju.
W muzyce symfonicznej flet piccolo początkowo nie miał zastosowania. Ani Joseph Haydn, ani Mozart nie użyli go do orkiestracji swoich symfonii. Pierwszy raz flet piccolo pojawia się u Beethovena w symfoniach V, VI, IX – w czwartych finałowych częściach.
Używany był jako instrument charakterystyczny dla oddania nastroju trwogi (Burza w VI symfonii Beethovena) lub do uzyskania egzotycznego kolorytu (często łącznie z perkusją: finał IX symfonii Beethovena, Uprowadzenie z seraju Mozarta).

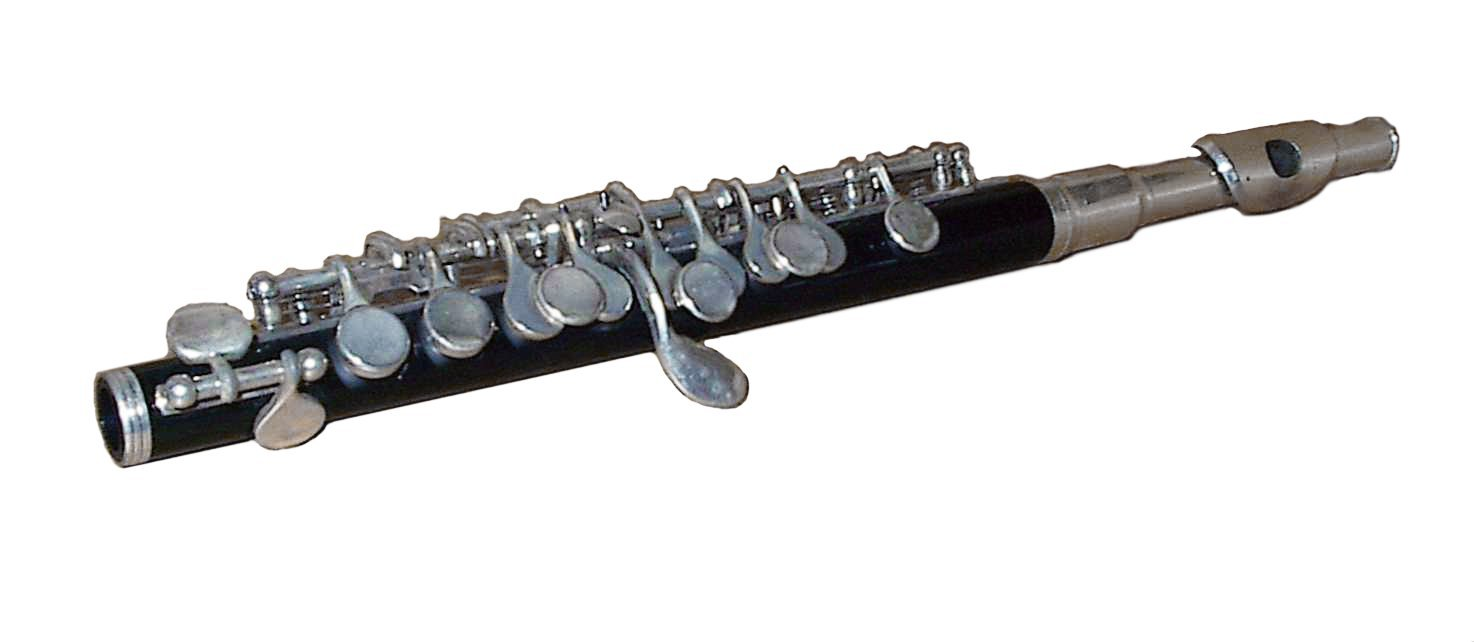
Flet piccolo
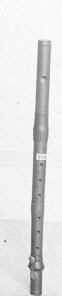
Drewniane piccolo z jedną klapką ze srebra – początek XIX w.
- Przykład brzmienia (J. Strauss, Marsz Radetzkiego)